# داگمارا وزنیاک
داگمارا وزنیاک (انگلیسی: Dagmara Wozniak؛ زادهٔ ۱ ژوئیهٔ ۱۹۸۸) شمشیرباز اهل ایالات متحده آمریکا است.